# Procjena vrijednosti dionice
Procjena vrijednosti dionice na financijskim tržištima metoda izračuna teoretske vrijednosti tvrtaka i njihovih dionica. Glavna korist od ovih metoda je predviđanje buduće tržišne cijene ili općenitije potencijalnih tržišnih cijena, kao i postizanje dobiti cjenovnim kretanjem. Dionice za koje se procijeni da su u odnosu na njihovu teoretsku vrijednosti podcijenjene kupuju se, dok se dionice za koje se procjenjuje da su precijenjene prodaju, uz očekivanje da će cijena podcijenjenih dionica porasti, a precijenjenih pasti. 
Pri fundamentalnoj analizi procjena vrijednosti dionice temelji se na fundamentima i cilj joj je procjena intrinzične vrijednosti dionice prema predviđanjima novčanog toka i profitabilnosti tvrtke. Fundamentalnu analizu mogu zamijeniti ili poboljšati tržišni kriteriji, kao npt. koliko je tržište spremno platiti za kakvu dionicu. Ove dvije metode mogu se razumjeti kao procjenu sa strane ponude (intrinzična vrijednost) i procjenu sa strane potražnje (što motivira tržište na kupnju).

## Vanjske poveznice
- Zagrebačka burza